# Egipto (provincia romana)
La provincia romana de Egipto (en griego, Αἴɣυπτος; en latín, Aegyptus) fue una provincia del Imperio romano, que comprendía la mayor parte del Egipto actual, exceptuando la península del Sinaí.  La provincia de Cirenaica al oeste, y Judea (más tarde Palestina y Arabia Pétrea) al este, tenían frontera con Egipto.  El área pasó a estar bajo el dominio romano en el año 30 a. C., tras la derrota de Cleopatra y Marco Antonio por Octavio (el futuro emperador César Augusto).  Sirvió como el principal proveedor de trigo para el imperio.

## Historia

### Período romano temprano (30 a.C.-sigloIII)

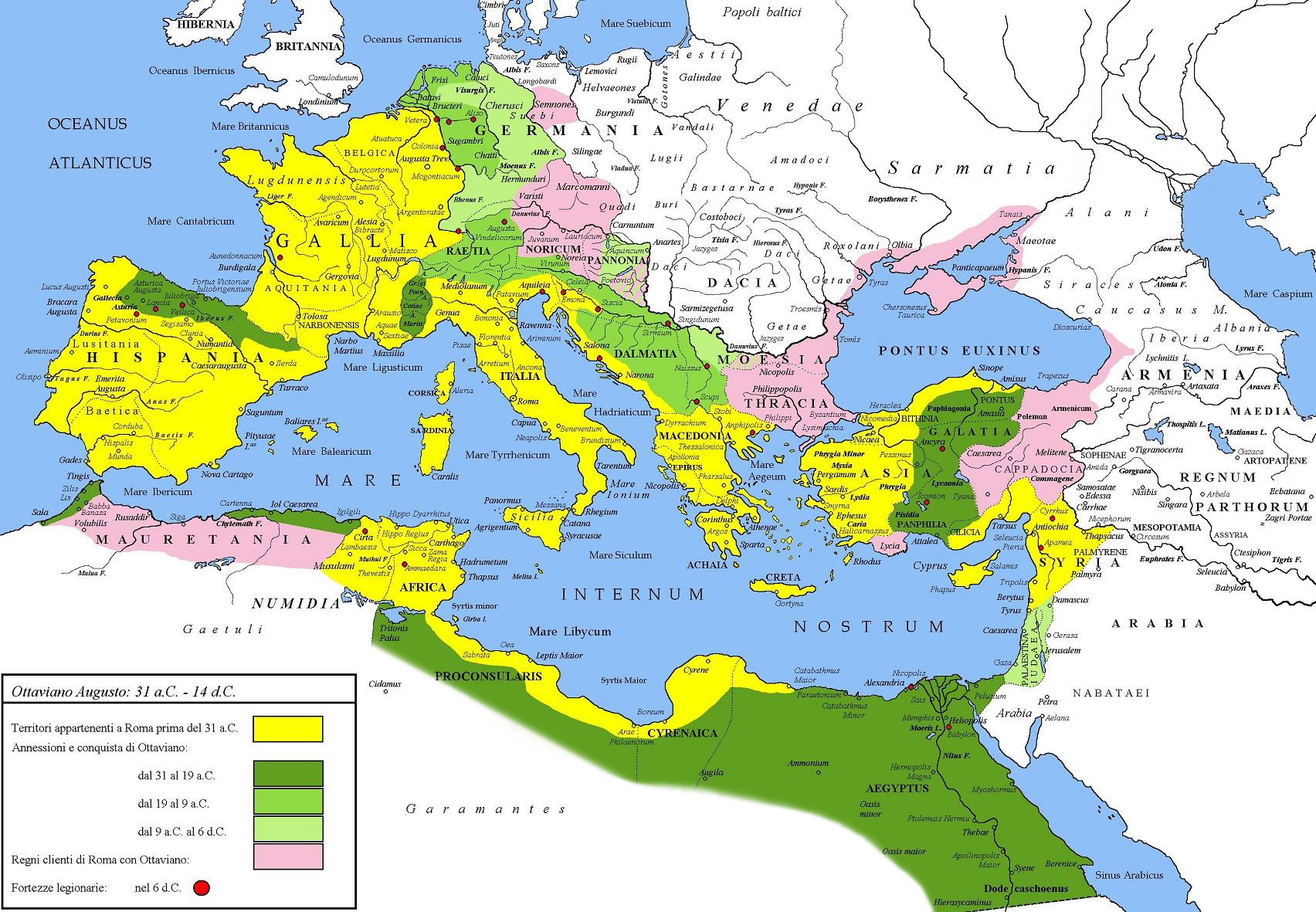
El Imperio romano bajo César Augusto
(31 a. C. - 6 d. C.).

El emperador no introdujo cambios significativos en el sistema administrativo al convertir el reino lágida de Egipto en una provincia romana, que se manejó como una posesión personal de Augusto. Por lo tanto, fue gobernada por un prefecto de Egipto el cual, a su vez, poseía el título de prefecto augustal (Praefectus Augustalis). Sus deberes combinaban la responsabilidad de la seguridad militar a través del mando de las legiones y cohortes, la organización de las finanzas y los impuestos, y la administración de justicia. Los recuersos fiscales fueron aasignados a una «cuenta particular», o idios logos, desde la que se gestionaba el patrimonio antaño propiedad de los soberanos.
El primer prefecto de Egipto fue Cayo Cornelio Galo, quien conquistó el Alto Egipto con la fuerza de las armas, y estableció un protectorado bajo control romano sobre la zona meridional de la frontera, que había sido abandonada por los últimos ptolomeos. El segundo prefecto, Elio Galo, realizó una expedición, fracasada, para conquistar Arabia Petraea e incluso Arabia Felix; sin embargo, la costa del mar Rojo de Egipto no cayó bajo control romano hasta el reinado de Claudio. El tercer prefecto, Publio Petronio, despejó los descuidados canales de irrigación, estimulando un resurgimiento de la agricultura. 
Del reinado de Nerón en adelante, Egipto gozó de una época de prosperidad que duró un siglo. Surgieron muchos problemas a causa de los conflictos religiosos entre griegos y judíos, especialmente en Alejandría, que después que la destrucción de Jerusalén en el año 70 llegó a ser el centro mundial de la religión y la cultura judías. Bajo Trajano aconteció una rebelión judía, teniendo como resultado la expulsión de los judíos de Alejandría y la pérdida de todos sus privilegios, aunque volvieron pronto. Adriano, que visitó dos veces Egipto, fundó Antinoópolis en memoria de su amante Antínoo, muerto ahogado. Desde la época de su reinado en adelante se erigieron edificios en estilo grecorromano en todo el país. 
Bajo el mandato de Marco Aurelio los abusivos impuestos originaron una rebelión (172) de los egipcios nativos, que sólo se suprimió después de varios años de lucha. Esta guerra causó gran daño a la economía y marcó el principio del descenso económico de Egipto. 
Avidius Casio, que dirigió las fuerzas romanas en la guerra, en 175 fue proclamado emperador romano tras las repentinas nuevas de que Marco Aurelio había muerto, y fue reconocido por los ejércitos de Siria y Egipto. Pero, sin embargo, un centurión lo asesino para luego enviar su cabeza  a Germania Superior, y por la clemencia del emperador fue restaurada la paz. Una rebelión semejante estalló en 193, cuando Pescenio Níger se proclamó emperador a la muerte de Pertinax, pero fue derrotado por otro pretendiente al trono Septimio Severo en 194. Este dio una constitución a Alejandría y a las capitales provinciales en 202. 

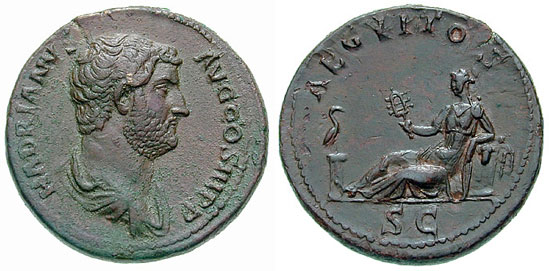
Moneda de "Adrianvs" inscrita con "AEGYPTOS".

Caracalla (211-217) otorgó la ciudadanía romana a todos los egipcios, en común con otras provincias, pero esto acarreó principalmente más impuestos, los cuales crecieron cada vez más, como las onerosas necesidades de los emperadores. Debido a esto hubo una serie de rebeliones, militares y civiles, en el siglo III.  
Bajo Decio, en 250, otra vez los cristianos sufrieron persecución, pero su religión continuó propagándose. El prefecto de Egipto, en 260, Musio Emiliano, sostuvo primero a los Macrianos, usurpadores contra Galieno, y posteriormente, en 261 llegó a ser él mismo usurpador, pero fue derrotado por Galieno. 
En 272 Zenobia, la reina de Palmira, conquistó momentáneamente Egipto, pero lo perdió cuando Aureliano aplastó su rebelión contra Roma. 
Dos generales se asentaron en Egipto, Probo y Domicio Domiciano, que dirigieron rebeliones triunfantes y se nombraron a sí mismos emperadores. Diocleciano capturó la Alejandría de Domicio, en 296, y reorganizó toda la provincia. Su edicto de 303, contra los cristianos, inició una nueva época de persecución. Pero esta fue la última gran tentativa de impedir el constante crecimiento del cristianismo en Egipto.

### Cristianismo en Egipto

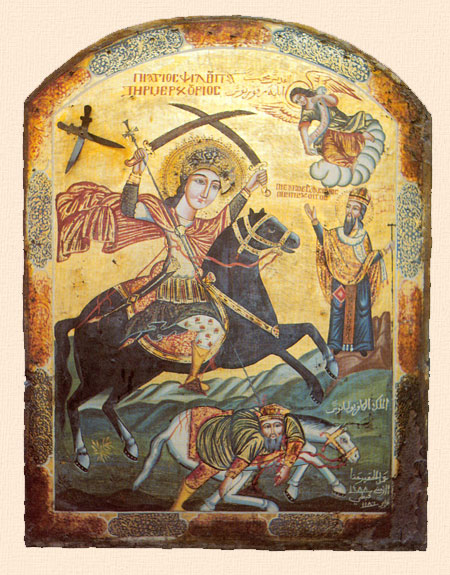
Icono donde se representa a Mercurio de Cesarea matando al emperador romano Flavio Claudio Juliano. Iglesia de San Mercurio. El Cairo.

Los cristianos egipcios creían que el Patriarcado de Alejandría fue fundado por San Marcos en torno al año 33, pero apenas se conoce cómo surgió el cristianismo en Egipto. El historiador Helmut Koester ha propuesto, basado en algunas fuentes, que originalmente los cristianos en Egipto estaban predominantemente influenciados por el gnosticismo, que sólo habría cambiado con los esfuerzos de Demetrio de Alejandría, cuando, gradualmente, las creencias mayoritarias en la región comenzaron a alinearse con las del resto de la cristiandad. La vergüenza causada por estos orígenes puede explicar la falta de detalles sobre el período, hay muchas lagunas en esta teoría para suponer que nuestra ignorancia en esta situación es solo un caso especial.
La antigua religión egipcia sorprendentemente no resistió mucho al avance del cristianismo. Posiblemente, la colaboración activa de los líderes religiosos con los conquistadores griegos y romanos ya había erosionado su autoridad en ese momento. Otra explicación es que la religión nativa había comenzado a perder su atractivo entre las clases bajas a medida que los impuestos y los servicios litúrgicos instituidos por los romanos redujeron aún más la calidad de vida.
Alejandría se convirtió en uno de los grandes centros cristianos hacia finales del siglo II. Los apologistas cristianos Clemente de Alejandría y Orígenes vivieron gran parte de su vida en esa ciudad, donde escribieron y enseñaron.
Con la publicación del Edicto de Milán en 313, Constantino puso fin definitivamente a la persecución de los cristianos. En el curso del siglo V, el paganismo fue suprimido y perdió a sus fieles, como el poeta Paladio observó con amargura. Todavía existió clandestinamente durante muchos años: aunque el edicto final que prohíbe las prácticas paganas se publicó en 435, los grafiti en Filae, Alto Egipto, demuestran que la devoción a Isis persistió en los templos de la diosa hasta el siglo VI. Muchos judíos egipcios también se convirtieron, pero muchos más se negaron a hacerlo y se convirtieron en la única minoría importante en una región completamente cristianizada.
Tras el Edicto de 313 la Iglesia de Egipto logró la libertad y la consolidación, sin embargo pronto tuvo que enfrentar un cisma y conflictos prolongados que a veces desembocaron en guerra civil. Alejandría se convirtió en el centro de la primera gran división en el mundo cristiano, entre los arrianos, llamados así por el sacerdote de Alejandría Arrio, y sus adversarios, representados por Atanasio, que llegó a ser arzobispo de Alejandría en 326 después de que el Primer Concilio de Nicea rechazara las opiniones de Arrio. Atanasio fue expulsado de Alejandría y alternativamente reintegrado como arzobispo más de cinco veces. La controversia provocó años de disturbios y rebeliones durante la mayor parte del siglo IV. En el curso de uno de estos, fue destruido el gran templo de Serapis, el Serapeo de Alejandría, la última fortaleza del paganismo, en el año 385 que tras el decreto de Teodosio I, marcó el declive final del paganismo en todo el Imperio romano.
En Egipto había una antigua tradición de especulación religiosa, lo que permitió prosperar las polémicas religiosas. No solo florece el arrianismo, sino otras doctrinas, como el gnosticismo y maniqueísmo, ya sea nativo o importado, que encuentra muchos seguidores. 
Una práctica religiosa surgida en Egipto fue el monacato de los Padres del Desierto, quienes renunciaban al mundo material con el fin de seguir una vida de pobreza y devoción a la Iglesia. Los cristianos de Egipto asumieron el monacato con tanto entusiasmo que el emperador Valente tuvo que limitar el número de hombres que podría convertirse en monjes. El monacato fue exportado de Egipto al resto del mundo cristiano. 
Otra novedad de este período fue el desarrollo del copto, una forma del idioma egipcio antiguo escrito con el alfabeto griego complementado por varios signos para representar los sonidos presentes en Egipto, que no existían en griego. El copto se inventó como un medio para garantizar la correcta pronunciación de palabras mágicas y los nombres de los textos "paganos", los llamados Papiros Mágicos griegos. El copto fue pronto adoptado por los primeros cristianos para difundir la palabra del Evangelio a los nativos egipcios y se convirtió en la lengua litúrgica del cristianismo egipcio y sigue siéndolo hasta el día de hoy.

### Período tardío (siglosIV-VI)
El siglo IV estuvo marcado por dos acontecimientos importantes la fundación de Constantinopla en 330 y la posterior división del imperio en dos, con Egipto formando parte del Imperio romano de oriente. El uso del latín, que nunca se había consolidado en Egipto, disminuyó rápidamente y el griego continuó siendo el idioma dominante en el gobierno y entre los académicos. Durante los siglos V y VI, el Imperio Romano de Oriente, se convirtió gradualmente en un estado completamente cristiano cuya cultura difería significativamente de su pasado pagano.
La caída del Imperio Romano de Occidente en el siglo V aceleró la proliferación del cristianismo. El triunfo de la nueva religión condujo al abandono completo de las tradiciones faraónicas: con la desaparición de los sacerdotes y sacerdotisas egipcias que servían en los templos, ya nadie podía leer los jeroglíficos del antiguo Egipto y sus templos terminaron abandonados en el desierto o convertidos en iglesias. En cuanto al sistema griego de gobierno local por ciudadanos había desaparecido por completo y las posiciones administrativas locales se volvieron casi hereditarias entre las familias acaudaladas de terratenientes.
Alejandría, la segunda ciudad más grande del imperio, continuó siendo un centro de controversia religiosa y fue escenario de mucha violencia. En 415, Cirilo, el patriarca de Alejandría, persuadió al gobernador de la ciudad para que expulsara a los judíos con la ayuda de la multitud, y en marzo del mismo año, el asesinato de Hipatia marcó el fin de la cultura helénica clásica en Egipto. Luego, otro cisma produciría una nueva guerra civil que alejaría aún más a Egipto del resto del imperio.
La nueva controversia fue sobre la naturaleza de Jesús, un tema conocido como cristología. La pregunta era si tenía dos naturalezas, una humana y otra divina, una sola (monofisismo) o incluso alguna forma de combinación entre las dos (miafisismo). Esta distinción, que puede parecer arcana hoy, fue, en una era intensamente religiosa, suficiente para dividir un imperio. Llamada "controversia monofisita", comenzó poco después del Concilio de Constantinopla en 381 (que trató sobre el arrianismo) y continuó hasta el Concilio de Calcedonia en 451, que decidió a favor de "las dos naturalezas distintas" (diofisismo)
La creencia monofisita no fue defendida por los miafisitas, quienes afirmaron que Jesucristo se originó de dos naturalezas combinadas en un solo llamado "Logos encarnado de Dios" y muchos miafisitas defienden haber sido malinterpretados y que, de hecho, no hay diferencias entre sus creencias y la posición de Calcedonia por lo tanto, afirman que el concilio tenía motivaciones políticas. En cualquier caso, la Iglesia de Alejandría se separó de las iglesias de Roma y Constantinopla debido a esto, dando lugar a la Iglesia Ortodoxa Copta de Alejandría, que sigue siendo hoy una poderosa fuerza religiosa cristiana en Egipto, de creencia miafisista. Egipto y Siria siguieron siendo el foco del sentimiento de monofisita/mifiafisita y la resistencia organizada al Credo de Calcedonia solo fue suprimida después de los años 570.
Sin embargo, Egipto continuó siendo un importante centro económico para el imperio, proporcionando gran parte de sus necesidades de productos agrícolas y manufacturados, además de continuar siendo un importante centro literario y académico. Durante el reinado de Justiniano I (527-565), los bizantinos lograron recuperar Roma e Italia de los pueblos bárbaros, pero el esfuerzo terminó exponiendo el flanco oriental del imperio y ahora Egipto, el principal granero romano, quedó expuesto.

### Invasión Persa (619)
En 608 el shāhān shāh persa Cosroes aprovechando la grave crisis interna del Imperio de Oriente tras el derrocamiento del emperador Mauricio por Focas atacó sus débilmente defendidas provincias orientales. Para el 615 los Sasánidas se habían hecho con el control de Mesopotamia Septentrional, Siria y Palestina, tras estas rápidas conquistas el Sha, cuyo objetivo era expulsar a los romanos de Asia para siempre, puso sus ojos en Egipto el granero del imperio.
La invasión comenzó en 618 y para 619 la capital, Alejandría, era conquistada y luego era sometida todo el resto de la provincia. La administración sasánida del territorio duró once años y dependió del general Shahrbaraz, que se instaló en Alejandría.
Una contraofensiva romana lanzada por el emperador Heraclio en la primavera de 622 cambió el destino de la guerra, que terminó con la caída de Cosroes el 25 de febrero de 628. El hijo y sucesor de Cosroes, Kavad II, que reinó hasta septiembre del mismo año, firmó un tratado de paz y todos los territorios conquistados por los sasánidas fueron devueltos a los romanos.
La conquista persa permitió que el miafisismo/monofisismo saliera de su escondite en Egipto y, cuando se restableció el dominio imperial en 629, fueron perseguidos y su patriarca fue expulsado. Egipto estaba en un estado de alienación política y religiosa del resto del imperio cuando apareció un nuevo invasor.

### Conquista árabe (639-646)
En diciembre del 639, Amr ibn al-As partió hacia Egipto con un ejército de entre tres mil quinientos y cuatro mil soldados. Entró a Egipto desde Palestina (recientemente conquistada junto con Siria) y avanzó rápidamente a través del delta del Nilo. Las guarniciones imperiales se retiraron a ciudades amuralladas, donde resistieron durante más de un año.
Sin embargo, el califa envió refuerzos, y en abril de 641, los ejércitos árabes capturaron Alejandría. Los romanos enviaron una gran flota para recuperar Egipto y lograron reconquistar Alejandría en 645, sin embargo, los musulmanes retomaron la ciudad al año siguiente, terminando definitivamente los 975 años del dominio grecorromano sobre Egipto.

## Administración
Egipto no fue una provincia más del Imperio, ya que desde la victoria de Octavio sobre Marco Antonio y Cleopatra, se convirtió en una propiedad personal suya adquirida por derecho de conquista, que se legaba como tal a sus sucesores. Con esta situación, los senadores tenían expresamente prohibida la entrada en Egipto, excepto si mediaba una autorización del emperador y el gobierno de Egipto recaía no en un procónsul o en un legado pro pretor, ambos miembros del Senado, sino en un Prefecto del orden ecuestre, nombrado personalmente por el emperador, de su total confianza y que solamente respondía ante el emperador.
Los romanos mantuvieron el sistema administrativo ptolemaico en Egipto, la provincia se dividió en 30 nomos gobernados por un Estrategos nombrado por el Prefecto de Egipto. Asimismo existían los Epistrategoi que eran gobernadores regionales que estaban dentro de la jerarquía entre el Prefecto y los Nomarcas. Cabe destacar que el Prefecto gobernaba ayudado por varios funcionarios encargados de los diferentes ámbitos de la administración.
El efecto de la conquista romana, al principio, fue reforzar la posición de los griegos y el helenismo sobre la influencia cultural egipcia. Algunos títulos, y sus nombres, de la era ptolemaica se han conservado, otras se han cambiado y, finalmente, algunas se han mantenido solo en nombre, ya que los roles se han cambiado por completo.
Los romanos introdujeron cambios importantes en el sistema administrativo para maximizar la recaudación de impuestos. Los deberes del Prefecto combinaban la responsabilidad de la seguridad militar, a través del mando de la guarnición romana en la provincia, la organización financiera y tributaria, y la administración de justicia.
Las reformas de principios del siglo IV crearon la base para un nuevo período de prosperidad que duraría alrededor de 250 años, a costa, tal vez, de una mayor rigidez y un control estatal más opresivo. Egipto se dividió, por razones administrativas, en varias provincias más pequeñas y se crearon diferentes posiciones para el mando civil y militar: praesides y duces, respectivamente.
A mediados del siglo VI, el emperador Justiniano finalmente se vio obligado a reconocer el fracaso de esta política y los reunió nuevamente en manos del dux, con los praesides como el segundo al mando, sirviendo como contrapeso civil al creciente poder de las autoridades eclesiásticas, los obispos. Toda pretensión de autonomía local había desaparecido en este momento y la presencia militar era mucho más notable en la rutina de las ciudades y pueblos.

## Economía
Durante la dominación romana, al igual que en el período helenístico, la economía egipcia se basó en tres grandes ejes:
- La producción agrícola.
- La extracción de minerales.
- El comercio.

El primero de estos, y quizás el más importante, se desarrollaba principalmente en el Valle del Nilo y el Delta; de esta producción se alimentaba la numerosa población de la provincia y de los excedentes generados se obtenían pingües beneficios debido al comercio, otro de los ejes económicos de la provincia, el cual se concentraba en la capital, Alejandría. A nivel de conjunto, Egipto tuvo un papel muy destacado en el comercio de Roma con Oriente por su control del Mar Rojo, como sitio de paso obligatorio para el comercio con la India, y quizás hasta con Malasia y China. A su vez gran cantidad de granos de Egipto se exportaban a la capital imperial, por ello Egipto se convirtió en el granero del imperio.
Otro de los ejes económicos provinciales fue la extracción de minerales, la que se llevaba a cabo casi exclusivamente en el Desierto Oriental. Este pilar económico cobró importancia cuando Egipto se convirtió en el proveedor principal de piedras exóticas para Roma, como el granito y el pórfido usado en las grandes obras públicas y monumentos imperiales.
Sin embargo, el dominio romano trajo consigo un sistema tributario más complejo y sofisticado. Se pagaban tanto en efectivo como en especie y eran aplicados sobre la tierra agrícola. Además, los funcionarios designados para su cobro añadían otros impuestos en efectivo, así como  tasas de aduanas, portazgos y similares. Debido a esto, hubo frecuentes quejas de opresión y extorsión por parte de los habitantes del país.
El gobierno romano, a su vez, alentó activamente la privatización de la tierra y el incremento de la actividad privada en la fabricación y el comercio, dado que las bajas tasas impositivas favorecían a los propietarios. Las personas más pobres se ganaban la vida como arrendatarios de parcelas de propiedad estatal o particular; entre los principales terratenientes se encontraba el emperador. Estas tenencias eran onerosas tanto por los alquileres, que tendían a mantenerse en un nivel bastante alto, como por los impuestos.
En general, el grado de monetización y complejidad en la economía, incluso a nivel de aldea, fue intenso. Las mercancías se movían y se intercambiaban a través de monedas a gran escala y, en las ciudades y pueblos más grandes, se desarrollaba un alto nivel de actividad industrial y comercial junto con la explotación de la base agrícola predominante. El volumen del comercio, tanto interno como externo, alcanzó su punto máximo en los siglos I y II.
A fines del siglo III, los principales problemas eran evidentes. Una serie de degradaciones de la moneda imperial había socavado la confianza en la misma, e incluso el propio gobierno estaba contribuyendo a esto al exigir más y más pagos de impuestos irregulares en especie, que canalizaba directamente a los principales consumidores, el personal del ejército. La administración local por parte de los consejos fue descuidada, recalcitrante e ineficiente; la evidente necesidad de una reforma firme y decidida tuvo que ser enfrentada de lleno en los reinados de Diocleciano y Constantino I.

## Defensa y ejército
Como el prefecto de Egipto era de rango ecuestre, todos los oficiales superiores del ejército romano en Egipto también eran del mismo rango, lo que se notaba especialmente en las legiones, dirigidas por un praefectus legionis y no por un legado senatorial, posiblemente coincidente con el praefectus castrorum y solamente con tribunos angusticlavii.
La fuerza militar total desplegada en la región en la época de Augusto consistía en tres legiones, nueve cohortes de infantería auxiliar y tres alas de caballería; para informarnos es un pasaje bien conocido de Estrabón, del cual sabemos que las legiones estaban estacionadas respectivamente en Nicopolis de Alejandría, en Babilonia (cerca de El Cairo) y en Chora. La frontera provincial más meridional del Limes permaneció posicionada en Primis y Pselcis, al menos hasta Diocleciano o quizás Constantino I, cuando este último parece haber retirado el ejército que atestigua a Syene y Elefantina y permite que el Reino de Nobatia ocupe estos territorios fértiles alrededor del Nilo, siempre que defendieran este tramo del limes de los blemios. Esta es la descripción general de las fronteras hechas por Flavio Josefo, en la época de Vespasiano (en 69):

«Egipto es de difícil acceso por tierra, mientras que en el mar no tiene puertos. En Occidente está protegido por los desiertos de África; al sur, a lo largo de la frontera con Etiopía, encontramos Siene y las vías navegables interiores del Nilo; en el este, encontramos el Mar Rojo; al norte encontramos como barreras [las montañas del Sinaí] a Siria y el mar egipcio, totalmente libres de puertos. De esta manera, Egipto está protegido por todos lados. El Nilo es navegable hasta la ciudad de Elefantina, más allá de la cual hay cataratas que impiden que cualquiera continúe. El puerto de Alejandría también es difícil acceso a los barcos, incluso en tiempos de paz, porque tiene una entrada estrecha y sinuosa debido a numerosas rocas justo debajo del nivel del mar».
(Flavio Josefo, La guerra judía , IV, 10.5.607-612.)

### Tropas de guarnición
Las legiones establecidas tras la anexión de Egipto fueron la Legio III Cyrenaica, la Legio XXII Deiotariana y tal vez, la Legio XII Fulminata. Quizás por el propio Augusto, ciertamente antes de 23, las redujo a dos, la III Cyrenaica y la XXII Deiotariana. En vista de la expedición planificada de Nerón a Etiopía, se concentró un gran contingente en Egipto, que incluía, además de las dos legiones mencionadas, la Legio XV Apollinaris y 2000 hombres de tropas auxiliares libias; la Legio XV participó después en la primera guerra judeo-romana y regresó a Egipto hasta el año 117, para luego ser transferida al Éufrates, probablemente, a Satala. La III Cirenaica fue trasladada a la nueva provincia  Arabia alrededor de 127; desde 119, sin embargo, no se sabe nada de la Legio XXII Deioteriana: la explicación tradicional sostiene que fue destruida o seriamente diezmada en la campaña judía de 132-135, aunque no hay evidencia de la participación de la legión en los acontecimientos de la revuelta Bar Kojba. Al menos desde 128, si no antes, con la asignación de la legio II Traiana Fortis a Nicopolis, el ejercicio en Egipto se redujo a una sola legión.
La reducción de las legiones no debe ser engañosa porque se correspondió con un aumento de las fuerzas auxiliares. Si, de hecho, los peligros externos reales no existían, la situación interna, por el contrario, era compleja; el aumento progresivo de las tensiones sociales, desde el bandolerismo en Chora, hasta la rebelión abierta, como en el caso de la revuelta judía de 115-117. Contrariamente a lo que sucedió en otras provincias con una sola legión, en la que el comandante también era gobernador, en Egipto ya desde la era de Adriano existía claramente una separación entre la figura del gobernador y la del prefecto de la legión.

### Clasis Alejandrina
Con sede en Alejandría, Egipto, la Classis Alexandrina controlaba la parte oriental del mar Mediterráneo. Fue formada por Augusto en 30 a. C. y, por haber demostrado su apoyo a Octavio en la guerra civil, recibió el título de Augusta, convirtiéndose en el Classis Augusta Alexandrina.

## Titulatura egipcia de los emperadores romanos
Los sacerdotes egipcios grabaron, en escritura jeroglífica, los títulos de los emperadores romanos que ornamentaron o ampliaron sus templos, como los situados en Dendera, Esna y la isla de File.
Se han conservado los títulos de los siguientes gobernantes: Augusto, Tiberio, Calígula, Claudio, Nerón, Galba, Otón, Vespasiano, Tito, Domiciano, Nerva, Trajano, Adriano, Antonino Pío, Marco Aurelio, Lucio Vero, Cómodo, Septimio Severo, Caracalla, Geta, Macrino, Diadumeniano, Filipo el Árabe, Decio, Valeriano, Probo, Diocleciano, Maximiano, Galerio y Maximino Daya.
|                |       |       |       |
| \| \| \| \| \| |       |       |       |
|                |       |       |       |
| A              | W · t | q · r | d · r |

| A | W · t | q · r | d · r |

|  |

|                   |   |   |   |       |
| \| \| \| \| \| \| |   |   |   |       |
|                   |   |   |   |       |
| q                 | i | i | z | r · z |

| q | i | i | z | r · z |

|                |       |       |       |
| \| \| \| \| \| |       |       |       |
|                |       |       |       |
| A              | W · t | q · r | d · r |

| A | W · t | q · r | d · r |

|  |

|                   |   |   |   |       |
| \| \| \| \| \| \| |   |   |   |       |
|                   |   |   |   |       |
| q                 | i | i | z | r · z |

| q | i | i | z | r · z |

|                |       |       |       |
| \| \| \| \| \| |       |       |       |
|                |       |       |       |
| A              | W · t | q · r | d · r |

| A | W · t | q · r | d · r |

|  |

|                   |   |   |   |       |
| \| \| \| \| \| \| |   |   |   |       |
|                   |   |   |   |       |
| q                 | i | i | z | r · z |

| q | i | i | z | r · z |

|                |       |       |       |
| \| \| \| \| \| |       |       |       |
|                |       |       |       |
| A              | W · t | q · r | d · r |

| A | W · t | q · r | d · r |

|  |

|                   |   |   |   |       |
| \| \| \| \| \| \| |   |   |   |       |
|                   |   |   |   |       |
| q                 | i | i | z | r · z |

| q | i | i | z | r · z |

### Dinastía Julia-Claudia
|                               |   |       |         |         |   |   |   |       |
| \| \| \| \| \| \| \| \| \| \| |   |       |         |         |   |   |   |       |
|                               |   |       |         |         |   |   |   |       |
| A                             | W | t · q | r&t · r | g · V31 | i | i | z | r · z |

| A | W | t · q | r&t · r | g · V31 | i | i | z | r · z |

|                               |   |       |         |         |   |   |   |       |
| \| \| \| \| \| \| \| \| \| \| |   |       |         |         |   |   |   |       |
|                               |   |       |         |         |   |   |   |       |
| A                             | W | t · q | r&t · r | g · V31 | i | i | z | r · z |

| A | W | t · q | r&t · r | g · V31 | i | i | z | r · z |

|                               |   |       |         |         |   |   |   |       |
| \| \| \| \| \| \| \| \| \| \| |   |       |         |         |   |   |   |       |
|                               |   |       |         |         |   |   |   |       |
| A                             | W | t · q | r&t · r | g · V31 | i | i | z | r · z |

| A | W | t · q | r&t · r | g · V31 | i | i | z | r · z |

|                               |   |       |         |         |   |   |   |       |
| \| \| \| \| \| \| \| \| \| \| |   |       |         |         |   |   |   |       |
|                               |   |       |         |         |   |   |   |       |
| A                             | W | t · q | r&t · r | g · V31 | i | i | z | r · z |

| A | W | t · q | r&t · r | g · V31 | i | i | z | r · z |

|                      |   |   |   |       |         |
| \| \| \| \| \| \| \| |   |   |   |       |         |
|                      |   |   |   |       |         |
| V31                  | i | i | z | r · z | p · N14 |

| V31 | i | i | z | r · z | p · N14 |

|                      |   |   |   |       |         |
| \| \| \| \| \| \| \| |   |   |   |       |         |
|                      |   |   |   |       |         |
| V31                  | i | i | z | r · z | p · N14 |

| V31 | i | i | z | r · z | p · N14 |

|                      |   |   |   |       |         |
| \| \| \| \| \| \| \| |   |   |   |       |         |
|                      |   |   |   |       |         |
| V31                  | i | i | z | r · z | p · N14 |

| V31 | i | i | z | r · z | p · N14 |

|                      |   |   |   |       |         |
| \| \| \| \| \| \| \| |   |   |   |       |         |
|                      |   |   |   |       |         |
| V31                  | i | i | z | r · z | p · N14 |

| V31 | i | i | z | r · z | p · N14 |

|                                                          |   |     |   |   |   |       |   |   |   |       |     |         |    |        |       |   |     |
| \| \| \| \| \| \| \| \| \| \| \| \| \| \| \| \| \| \| \| |   |     |   |   |   |       |   |   |   |       |     |         |    |        |       |   |     |
|                                                          |   |     |   |   |   |       |   |   |   |       |     |         |    |        |       |   |     |
| t                                                        | b | E23 | i | i | s | q · r | i | i | s | r · z | S34 | D&t&N17 | Q1 | t · H8 | p · t | H | N36 |

| t | b | E23 | i | i | s | q · r | i | i | s | r · z | S34 | D&t&N17 | Q1 | t · H8 | p · t | H | N36 |

|                                                          |   |     |   |   |   |       |   |   |   |       |     |         |    |        |       |   |     |
| \| \| \| \| \| \| \| \| \| \| \| \| \| \| \| \| \| \| \| |   |     |   |   |   |       |   |   |   |       |     |         |    |        |       |   |     |
|                                                          |   |     |   |   |   |       |   |   |   |       |     |         |    |        |       |   |     |
| t                                                        | b | E23 | i | i | s | q · r | i | i | s | r · z | S34 | D&t&N17 | Q1 | t · H8 | p · t | H | N36 |

| t | b | E23 | i | i | s | q · r | i | i | s | r · z | S34 | D&t&N17 | Q1 | t · H8 | p · t | H | N36 |

|                                                          |   |     |   |   |   |       |   |   |   |       |     |         |    |        |       |   |     |
| \| \| \| \| \| \| \| \| \| \| \| \| \| \| \| \| \| \| \| |   |     |   |   |   |       |   |   |   |       |     |         |    |        |       |   |     |
|                                                          |   |     |   |   |   |       |   |   |   |       |     |         |    |        |       |   |     |
| t                                                        | b | E23 | i | i | s | q · r | i | i | s | r · z | S34 | D&t&N17 | Q1 | t · H8 | p · t | H | N36 |

| t | b | E23 | i | i | s | q · r | i | i | s | r · z | S34 | D&t&N17 | Q1 | t · H8 | p · t | H | N36 |

|                                                          |   |     |   |   |   |       |   |   |   |       |     |         |    |        |       |   |     |
| \| \| \| \| \| \| \| \| \| \| \| \| \| \| \| \| \| \| \| |   |     |   |   |   |       |   |   |   |       |     |         |    |        |       |   |     |
|                                                          |   |     |   |   |   |       |   |   |   |       |     |         |    |        |       |   |     |
| t                                                        | b | E23 | i | i | s | q · r | i | i | s | r · z | S34 | D&t&N17 | Q1 | t · H8 | p · t | H | N36 |

| t | b | E23 | i | i | s | q · r | i | i | s | r · z | S34 | D&t&N17 | Q1 | t · H8 | p · t | H | N36 |

|                            |   |   |   |   |   |   |   |
| \| \| \| \| \| \| \| \| \| |   |   |   |   |   |   |   |
|                            |   |   |   |   |   |   |   |
| T                          | i | i | b | r | i | i | z |

| T | i | i | b | r | i | i | z |

|                            |   |   |   |   |   |   |   |
| \| \| \| \| \| \| \| \| \| |   |   |   |   |   |   |   |
|                            |   |   |   |   |   |   |   |
| T                          | i | i | b | r | i | i | z |

| T | i | i | b | r | i | i | z |

|                            |   |   |   |   |   |   |   |
| \| \| \| \| \| \| \| \| \| |   |   |   |   |   |   |   |
|                            |   |   |   |   |   |   |   |
| T                          | i | i | b | r | i | i | z |

| T | i | i | b | r | i | i | z |

|                            |   |   |   |   |   |   |   |
| \| \| \| \| \| \| \| \| \| |   |   |   |   |   |   |   |
|                            |   |   |   |   |   |   |   |
| T                          | i | i | b | r | i | i | z |

| T | i | i | b | r | i | i | z |

|                                  |     |    |   |    |             |       |     |    |     |
| \| \| \| \| \| \| \| \| \| \| \| |     |    |   |    |             |       |     |    |     |
|                                  |     |    |   |    |             |       |     |    |     |
| S38                              | S38 | Z3 | A | Z7 | t · g · E23 | d · r | C19 | Q1 | N36 |

| S38 | S38 | Z3 | A | Z7 | t · g · E23 | d · r | C19 | Q1 | N36 |

|                                  |     |    |   |    |             |       |     |    |     |
| \| \| \| \| \| \| \| \| \| \| \| |     |    |   |    |             |       |     |    |     |
|                                  |     |    |   |    |             |       |     |    |     |
| S38                              | S38 | Z3 | A | Z7 | t · g · E23 | d · r | C19 | Q1 | N36 |

| S38 | S38 | Z3 | A | Z7 | t · g · E23 | d · r | C19 | Q1 | N36 |

|                                  |     |    |   |    |             |       |     |    |     |
| \| \| \| \| \| \| \| \| \| \| \| |     |    |   |    |             |       |     |    |     |
|                                  |     |    |   |    |             |       |     |    |     |
| S38                              | S38 | Z3 | A | Z7 | t · g · E23 | d · r | C19 | Q1 | N36 |

| S38 | S38 | Z3 | A | Z7 | t · g · E23 | d · r | C19 | Q1 | N36 |

|                                  |     |    |   |    |             |       |     |    |     |
| \| \| \| \| \| \| \| \| \| \| \| |     |    |   |    |             |       |     |    |     |
|                                  |     |    |   |    |             |       |     |    |     |
| S38                              | S38 | Z3 | A | Z7 | t · g · E23 | d · r | C19 | Q1 | N36 |

| S38 | S38 | Z3 | A | Z7 | t · g · E23 | d · r | C19 | Q1 | N36 |

|                                                                               |   |   |   |   |     |   |   |   |   |   |   |     |     |     |          |   |   |       |     |         |
| \| \| \| \| \| \| 'K' \| \| \| \| \| \| \| 'K' \| \| 'M' \| \| \| \| \| \| \| |   |   |   |   |     |   |   |   |   |   |   |     |     |     |          |   |   |       |     |         |
|                                                                               |   |   |   |   |     |   |   |   |   |   |   |     |     |     |          |   |   |       |     |         |
| q                                                                             | A | i | i | s | 'K' | A | i | i | s | r | s | 'K' | E23 | 'M' | W24 · Z4 | i | i | q · z | S34 | D&t&N17 |

| q | A | i | i | s | 'K' | A | i | i | s | r | s | 'K' | E23 | 'M' | W24 · Z4 | i | i | q · z | S34 | D&t&N17 |

|                                                                               |   |   |   |   |     |   |   |   |   |   |   |     |     |     |          |   |   |       |     |         |
| \| \| \| \| \| \| 'K' \| \| \| \| \| \| \| 'K' \| \| 'M' \| \| \| \| \| \| \| |   |   |   |   |     |   |   |   |   |   |   |     |     |     |          |   |   |       |     |         |
|                                                                               |   |   |   |   |     |   |   |   |   |   |   |     |     |     |          |   |   |       |     |         |
| q                                                                             | A | i | i | s | 'K' | A | i | i | s | r | s | 'K' | E23 | 'M' | W24 · Z4 | i | i | q · z | S34 | D&t&N17 |

| q | A | i | i | s | 'K' | A | i | i | s | r | s | 'K' | E23 | 'M' | W24 · Z4 | i | i | q · z | S34 | D&t&N17 |

|                                                                               |   |   |   |   |     |   |   |   |   |   |   |     |     |     |          |   |   |       |     |         |
| \| \| \| \| \| \| 'K' \| \| \| \| \| \| \| 'K' \| \| 'M' \| \| \| \| \| \| \| |   |   |   |   |     |   |   |   |   |   |   |     |     |     |          |   |   |       |     |         |
|                                                                               |   |   |   |   |     |   |   |   |   |   |   |     |     |     |          |   |   |       |     |         |
| q                                                                             | A | i | i | s | 'K' | A | i | i | s | r | s | 'K' | E23 | 'M' | W24 · Z4 | i | i | q · z | S34 | D&t&N17 |

| q | A | i | i | s | 'K' | A | i | i | s | r | s | 'K' | E23 | 'M' | W24 · Z4 | i | i | q · z | S34 | D&t&N17 |

|                                                                               |   |   |   |   |     |   |   |   |   |   |   |     |     |     |          |   |   |       |     |         |
| \| \| \| \| \| \| 'K' \| \| \| \| \| \| \| 'K' \| \| 'M' \| \| \| \| \| \| \| |   |   |   |   |     |   |   |   |   |   |   |     |     |     |          |   |   |       |     |         |
|                                                                               |   |   |   |   |     |   |   |   |   |   |   |     |     |     |          |   |   |       |     |         |
| q                                                                             | A | i | i | s | 'K' | A | i | i | s | r | s | 'K' | E23 | 'M' | W24 · Z4 | i | i | q · z | S34 | D&t&N17 |

| q | A | i | i | s | 'K' | A | i | i | s | r | s | 'K' | E23 | 'M' | W24 · Z4 | i | i | q · z | S34 | D&t&N17 |

|                                |     |    |   |    |        |       |     |    |     |     |
| \| \| \| \| \| \| \| \| 'R' \| |     |    |   |    |        |       |     |    |     |     |
|                                |     |    |   |    |        |       |     |    |     |     |
| S38                            | S38 | Z3 | A | Z7 | t · Z7 | g · r | 'R' | Q1 | C19 | N36 |

| S38 | S38 | Z3 | A | Z7 | t · Z7 | g · r | 'R' | Q1 | C19 | N36 |

|                                |     |    |   |    |        |       |     |    |     |     |
| \| \| \| \| \| \| \| \| 'R' \| |     |    |   |    |        |       |     |    |     |     |
|                                |     |    |   |    |        |       |     |    |     |     |
| S38                            | S38 | Z3 | A | Z7 | t · Z7 | g · r | 'R' | Q1 | C19 | N36 |

| S38 | S38 | Z3 | A | Z7 | t · Z7 | g · r | 'R' | Q1 | C19 | N36 |

|                                |     |    |   |    |        |       |     |    |     |     |
| \| \| \| \| \| \| \| \| 'R' \| |     |    |   |    |        |       |     |    |     |     |
|                                |     |    |   |    |        |       |     |    |     |     |
| S38                            | S38 | Z3 | A | Z7 | t · Z7 | g · r | 'R' | Q1 | C19 | N36 |

| S38 | S38 | Z3 | A | Z7 | t · Z7 | g · r | 'R' | Q1 | C19 | N36 |

|                                |     |    |   |    |        |       |     |    |     |     |
| \| \| \| \| \| \| \| \| 'R' \| |     |    |   |    |        |       |     |    |     |     |
|                                |     |    |   |    |        |       |     |    |     |     |
| S38                            | S38 | Z3 | A | Z7 | t · Z7 | g · r | 'R' | Q1 | C19 | N36 |

| S38 | S38 | Z3 | A | Z7 | t · Z7 | g · r | 'R' | Q1 | C19 | N36 |

|                                                 |     |   |   |   |   |         |       |   |   |   |         |       |         |         |
| \| \| \| \| \| \| \| \| \| \| \| \| \| \| \| \| |     |   |   |   |   |         |       |   |   |   |         |       |         |         |
|                                                 |     |   |   |   |   |         |       |   |   |   |         |       |         |         |
| t                                               | E10 | r | i | i | s | W11 · r | W · t | i | i | s | V31 · z | r · z | W24 · t | x · D43 |

| t | E10 | r | i | i | s | W11 · r | W · t | i | i | s | V31 · z | r · z | W24 · t | x · D43 |

|                                                 |     |   |   |   |   |         |       |   |   |   |         |       |         |         |
| \| \| \| \| \| \| \| \| \| \| \| \| \| \| \| \| |     |   |   |   |   |         |       |   |   |   |         |       |         |         |
|                                                 |     |   |   |   |   |         |       |   |   |   |         |       |         |         |
| t                                               | E10 | r | i | i | s | W11 · r | W · t | i | i | s | V31 · z | r · z | W24 · t | x · D43 |

| t | E10 | r | i | i | s | W11 · r | W · t | i | i | s | V31 · z | r · z | W24 · t | x · D43 |

|                                                 |     |   |   |   |   |         |       |   |   |   |         |       |         |         |
| \| \| \| \| \| \| \| \| \| \| \| \| \| \| \| \| |     |   |   |   |   |         |       |   |   |   |         |       |         |         |
|                                                 |     |   |   |   |   |         |       |   |   |   |         |       |         |         |
| t                                               | E10 | r | i | i | s | W11 · r | W · t | i | i | s | V31 · z | r · z | W24 · t | x · D43 |

| t | E10 | r | i | i | s | W11 · r | W · t | i | i | s | V31 · z | r · z | W24 · t | x · D43 |

|                                                 |     |   |   |   |   |         |       |   |   |   |         |       |         |         |
| \| \| \| \| \| \| \| \| \| \| \| \| \| \| \| \| |     |   |   |   |   |         |       |   |   |   |         |       |         |         |
|                                                 |     |   |   |   |   |         |       |   |   |   |         |       |         |         |
| t                                               | E10 | r | i | i | s | W11 · r | W · t | i | i | s | V31 · z | r · z | W24 · t | x · D43 |

| t | E10 | r | i | i | s | W11 · r | W · t | i | i | s | V31 · z | r · z | W24 · t | x · D43 |

|                                  |   |         |           |         |   |   |       |              |         |
| \| \| \| \| \| \| \| \| \| \| \| |   |         |           |         |   |   |       |              |         |
|                                  |   |         |           |         |   |   |       |              |         |
| n · E23                          | n | V31 · r | W · t · z | V31 · z | i | i | r · z | W24 · t · Z4 | D43 · x |

| n · E23 | n | V31 · r | W · t · z | V31 · z | i | i | r · z | W24 · t · Z4 | D43 · x |

|                                  |   |         |           |         |   |   |       |              |         |
| \| \| \| \| \| \| \| \| \| \| \| |   |         |           |         |   |   |       |              |         |
|                                  |   |         |           |         |   |   |       |              |         |
| n · E23                          | n | V31 · r | W · t · z | V31 · z | i | i | r · z | W24 · t · Z4 | D43 · x |

| n · E23 | n | V31 · r | W · t · z | V31 · z | i | i | r · z | W24 · t · Z4 | D43 · x |

|                                  |   |         |           |         |   |   |       |              |         |
| \| \| \| \| \| \| \| \| \| \| \| |   |         |           |         |   |   |       |              |         |
|                                  |   |         |           |         |   |   |       |              |         |
| n · E23                          | n | V31 · r | W · t · z | V31 · z | i | i | r · z | W24 · t · Z4 | D43 · x |

| n · E23 | n | V31 · r | W · t · z | V31 · z | i | i | r · z | W24 · t · Z4 | D43 · x |

|                                  |   |         |           |         |   |   |       |              |         |
| \| \| \| \| \| \| \| \| \| \| \| |   |         |           |         |   |   |       |              |         |
|                                  |   |         |           |         |   |   |       |              |         |
| n · E23                          | n | V31 · r | W · t · z | V31 · z | i | i | r · z | W24 · t · Z4 | D43 · x |

| n · E23 | n | V31 · r | W · t · z | V31 · z | i | i | r · z | W24 · t · Z4 | D43 · x |

|             |       |    |
| \| \| \| \| |       |    |
|             |       |    |
| a · n       | r · n | Z1 |

| a · n | r · n | Z1 |

|  |

|                              |     |    |   |   |   |
| \| 'R' \| 'R' \| \| \| \| \| |     |    |   |   |   |
|                              |     |    |   |   |   |
| 'R'                          | 'R' | ti | i | i | z |

| 'R' | 'R' | ti | i | i | z |

|             |       |    |
| \| \| \| \| |       |    |
|             |       |    |
| a · n       | r · n | Z1 |

| a · n | r · n | Z1 |

|  |

|                              |     |    |   |   |   |
| \| 'R' \| 'R' \| \| \| \| \| |     |    |   |   |   |
|                              |     |    |   |   |   |
| 'R'                          | 'R' | ti | i | i | z |

| 'R' | 'R' | ti | i | i | z |

|             |       |    |
| \| \| \| \| |       |    |
|             |       |    |
| a · n       | r · n | Z1 |

| a · n | r · n | Z1 |

|  |

|                              |     |    |   |   |   |
| \| 'R' \| 'R' \| \| \| \| \| |     |    |   |   |   |
|                              |     |    |   |   |   |
| 'R'                          | 'R' | ti | i | i | z |

| 'R' | 'R' | ti | i | i | z |

|             |       |    |
| \| \| \| \| |       |    |
|             |       |    |
| a · n       | r · n | Z1 |

| a · n | r · n | Z1 |

|  |

|                              |     |    |   |   |   |
| \| 'R' \| 'R' \| \| \| \| \| |     |    |   |   |   |
|                              |     |    |   |   |   |
| 'R'                          | 'R' | ti | i | i | z |

| 'R' | 'R' | ti | i | i | z |

Nota: Las letras 'R' y 'K' representan el sonido de los jeroglíficos que no se encuentran en la base de datos del programa WikiHiero.

### Cuatro Emperadores
|                                  |             |         |   |   |   |   |             |            |   |
| \| \| \| \| \| \| \| \| \| \| \| |             |         |   |   |   |   |             |            |   |
|                                  |             |         |   |   |   |   |             |            |   |
| Aa18                             | E23 · W · W | W11 · r | b | s | A | W | d · W11 · W | r · t · Z4 | r |

| Aa18 | E23 · W · W | W11 · r | b | s | A | W | d · W11 · W | r · t · Z4 | r |

|                                  |             |         |   |   |   |   |             |            |   |
| \| \| \| \| \| \| \| \| \| \| \| |             |         |   |   |   |   |             |            |   |
|                                  |             |         |   |   |   |   |             |            |   |
| Aa18                             | E23 · W · W | W11 · r | b | s | A | W | d · W11 · W | r · t · Z4 | r |

| Aa18 | E23 · W · W | W11 · r | b | s | A | W | d · W11 · W | r · t · Z4 | r |

|                                  |             |         |   |   |   |   |             |            |   |
| \| \| \| \| \| \| \| \| \| \| \| |             |         |   |   |   |   |             |            |   |
|                                  |             |         |   |   |   |   |             |            |   |
| Aa18                             | E23 · W · W | W11 · r | b | s | A | W | d · W11 · W | r · t · Z4 | r |

| Aa18 | E23 · W · W | W11 · r | b | s | A | W | d · W11 · W | r · t · Z4 | r |

|                                  |             |         |   |   |   |   |             |            |   |
| \| \| \| \| \| \| \| \| \| \| \| |             |         |   |   |   |   |             |            |   |
|                                  |             |         |   |   |   |   |             |            |   |
| Aa18                             | E23 · W · W | W11 · r | b | s | A | W | d · W11 · W | r · t · Z4 | r |

| Aa18 | E23 · W · W | W11 · r | b | s | A | W | d · W11 · W | r · t · Z4 | r |

|                      |   |   |   |         |              |
| \| \| \| \| \| \| \| |   |   |   |         |              |
|                      |   |   |   |         |              |
| V31                  | A | i | i | z · W24 | t · Z4 · D43 |

| V31 | A | i | i | z · W24 | t · Z4 · D43 |

|                      |   |   |   |         |              |
| \| \| \| \| \| \| \| |   |   |   |         |              |
|                      |   |   |   |         |              |
| V31                  | A | i | i | z · W24 | t · Z4 · D43 |

| V31 | A | i | i | z · W24 | t · Z4 · D43 |

|                      |   |   |   |         |              |
| \| \| \| \| \| \| \| |   |   |   |         |              |
|                      |   |   |   |         |              |
| V31                  | A | i | i | z · W24 | t · Z4 · D43 |

| V31 | A | i | i | z · W24 | t · Z4 · D43 |

|                      |   |   |   |         |              |
| \| \| \| \| \| \| \| |   |   |   |         |              |
|                      |   |   |   |         |              |
| V31                  | A | i | i | z · W24 | t · Z4 · D43 |

| V31 | A | i | i | z · W24 | t · Z4 · D43 |

|                         |     |       |   |   |        |       |
| \| \| \| \| \| \| \| \| |     |       |   |   |        |       |
|                         |     |       |   |   |        |       |
| m                       | E23 | q · z | A | W | ti · w | n · z |

| m | E23 | q · z | A | W | ti · w | n · z |

|                         |     |       |   |   |        |       |
| \| \| \| \| \| \| \| \| |     |       |   |   |        |       |
|                         |     |       |   |   |        |       |
| m                       | E23 | q · z | A | W | ti · w | n · z |

| m | E23 | q · z | A | W | ti · w | n · z |

|                         |     |       |   |   |        |       |
| \| \| \| \| \| \| \| \| |     |       |   |   |        |       |
|                         |     |       |   |   |        |       |
| m                       | E23 | q · z | A | W | ti · w | n · z |

| m | E23 | q · z | A | W | ti · w | n · z |

|                         |     |       |   |   |        |       |
| \| \| \| \| \| \| \| \| |     |       |   |   |        |       |
|                         |     |       |   |   |        |       |
| m                       | E23 | q · z | A | W | ti · w | n · z |

| m | E23 | q · z | A | W | ti · w | n · z |

|                      |     |       |   |   |                 |
| \| \| \| \| \| \| \| |     |       |   |   |                 |
|                      |     |       |   |   |                 |
| m                    | E23 | q · z | A | W | t · W · W24 · z |

| m | E23 | q · z | A | W | t · W · W24 · z |

|                      |     |       |   |   |                 |
| \| \| \| \| \| \| \| |     |       |   |   |                 |
|                      |     |       |   |   |                 |
| m                    | E23 | q · z | A | W | t · W · W24 · z |

| m | E23 | q · z | A | W | t · W · W24 · z |

|                      |     |       |   |   |                 |
| \| \| \| \| \| \| \| |     |       |   |   |                 |
|                      |     |       |   |   |                 |
| m                    | E23 | q · z | A | W | t · W · W24 · z |

| m | E23 | q · z | A | W | t · W · W24 · z |

|                      |     |       |   |   |                 |
| \| \| \| \| \| \| \| |     |       |   |   |                 |
|                      |     |       |   |   |                 |
| m                    | E23 | q · z | A | W | t · W · W24 · z |

| m | E23 | q · z | A | W | t · W · W24 · z |

|                                     |   |    |   |    |      |   |     |   |             |         |
| \| \| \| \| \| \| \| \| \| \| \| \| |   |    |   |    |      |   |     |   |             |         |
|                                     |   |    |   |    |      |   |     |   |             |         |
| W                                   | A | Z4 | s | N1 | Aa18 | i | W24 | i | z · W24 · t | x · D43 |

| W | A | Z4 | s | N1 | Aa18 | i | W24 | i | z · W24 · t | x · D43 |

|                                     |   |    |   |    |      |   |     |   |             |         |
| \| \| \| \| \| \| \| \| \| \| \| \| |   |    |   |    |      |   |     |   |             |         |
|                                     |   |    |   |    |      |   |     |   |             |         |
| W                                   | A | Z4 | s | N1 | Aa18 | i | W24 | i | z · W24 · t | x · D43 |

| W | A | Z4 | s | N1 | Aa18 | i | W24 | i | z · W24 · t | x · D43 |

|                                     |   |    |   |    |      |   |     |   |             |         |
| \| \| \| \| \| \| \| \| \| \| \| \| |   |    |   |    |      |   |     |   |             |         |
|                                     |   |    |   |    |      |   |     |   |             |         |
| W                                   | A | Z4 | s | N1 | Aa18 | i | W24 | i | z · W24 · t | x · D43 |

| W | A | Z4 | s | N1 | Aa18 | i | W24 | i | z · W24 · t | x · D43 |

|                                     |   |    |   |    |      |   |     |   |             |         |
| \| \| \| \| \| \| \| \| \| \| \| \| |   |    |   |    |      |   |     |   |             |         |
|                                     |   |    |   |    |      |   |     |   |             |         |
| W                                   | A | Z4 | s | N1 | Aa18 | i | W24 | i | z · W24 · t | x · D43 |

| W | A | Z4 | s | N1 | Aa18 | i | W24 | i | z · W24 · t | x · D43 |

|                         |       |   |   |   |   |   |
| \| \| \| \| \| \| \| \| |       |   |   |   |   |   |
|                         |       |   |   |   |   |   |
| W · N14                 | p · z | i | i | n | A | z |

| W · N14 | p · z | i | i | n | A | z |

|                         |       |   |   |   |   |   |
| \| \| \| \| \| \| \| \| |       |   |   |   |   |   |
|                         |       |   |   |   |   |   |
| W · N14                 | p · z | i | i | n | A | z |

| W · N14 | p · z | i | i | n | A | z |

|                         |       |   |   |   |   |   |
| \| \| \| \| \| \| \| \| |       |   |   |   |   |   |
|                         |       |   |   |   |   |   |
| W · N14                 | p · z | i | i | n | A | z |

| W · N14 | p · z | i | i | n | A | z |

|                         |       |   |   |   |   |   |
| \| \| \| \| \| \| \| \| |       |   |   |   |   |   |
|                         |       |   |   |   |   |   |
| W · N14                 | p · z | i | i | n | A | z |

| W · N14 | p · z | i | i | n | A | z |

### Dinastía Flavia
|                            |   |      |   |    |   |             |         |
| \| \| \| \| \| \| \| \| \| |   |      |   |    |   |             |         |
|                            |   |      |   |    |   |             |         |
| W · z                      | p | Aa18 | i | S3 | i | z · W24 · t | x · D43 |

| W · z | p | Aa18 | i | S3 | i | z · W24 · t | x · D43 |

|                            |   |      |   |    |   |             |         |
| \| \| \| \| \| \| \| \| \| |   |      |   |    |   |             |         |
|                            |   |      |   |    |   |             |         |
| W · z                      | p | Aa18 | i | S3 | i | z · W24 · t | x · D43 |

| W · z | p | Aa18 | i | S3 | i | z · W24 · t | x · D43 |

|                            |   |      |   |    |   |             |         |
| \| \| \| \| \| \| \| \| \| |   |      |   |    |   |             |         |
|                            |   |      |   |    |   |             |         |
| W · z                      | p | Aa18 | i | S3 | i | z · W24 · t | x · D43 |

| W · z | p | Aa18 | i | S3 | i | z · W24 · t | x · D43 |

|                            |   |      |   |    |   |             |         |
| \| \| \| \| \| \| \| \| \| |   |      |   |    |   |             |         |
|                            |   |      |   |    |   |             |         |
| W · z                      | p | Aa18 | i | S3 | i | z · W24 · t | x · D43 |

| W · z | p | Aa18 | i | S3 | i | z · W24 · t | x · D43 |

|                   |   |   |       |    |
| \| \| \| \| \| \| |   |   |       |    |
|                   |   |   |       |    |
| t                 | i | i | t · z | Z1 |

| t | i | i | t · z | Z1 |

|                   |   |   |       |    |
| \| \| \| \| \| \| |   |   |       |    |
|                   |   |   |       |    |
| t                 | i | i | t · z | Z1 |

| t | i | i | t · z | Z1 |

|                   |   |   |       |    |
| \| \| \| \| \| \| |   |   |       |    |
|                   |   |   |       |    |
| t                 | i | i | t · z | Z1 |

| t | i | i | t · z | Z1 |

|                   |   |   |       |    |
| \| \| \| \| \| \| |   |   |       |    |
|                   |   |   |       |    |
| t                 | i | i | t · z | Z1 |

| t | i | i | t · z | Z1 |

|                               |       |   |   |    |   |            |         |        |
| \| \| \| \| \| \| \| \| \| \| |       |   |   |    |   |            |         |        |
|                               |       |   |   |    |   |            |         |        |
| d · W                         | M · d | i | i | S3 | s | n · t · Z4 | x · D43 | W · Z4 |

| d · W | M · d | i | i | S3 | s | n · t · Z4 | x · D43 | W · Z4 |

|                               |       |   |   |    |   |            |         |        |
| \| \| \| \| \| \| \| \| \| \| |       |   |   |    |   |            |         |        |
|                               |       |   |   |    |   |            |         |        |
| d · W                         | M · d | i | i | S3 | s | n · t · Z4 | x · D43 | W · Z4 |

| d · W | M · d | i | i | S3 | s | n · t · Z4 | x · D43 | W · Z4 |

|                               |       |   |   |    |   |            |         |        |
| \| \| \| \| \| \| \| \| \| \| |       |   |   |    |   |            |         |        |
|                               |       |   |   |    |   |            |         |        |
| d · W                         | M · d | i | i | S3 | s | n · t · Z4 | x · D43 | W · Z4 |

| d · W | M · d | i | i | S3 | s | n · t · Z4 | x · D43 | W · Z4 |

|                               |       |   |   |    |   |            |         |        |
| \| \| \| \| \| \| \| \| \| \| |       |   |   |    |   |            |         |        |
|                               |       |   |   |    |   |            |         |        |
| d · W                         | M · d | i | i | S3 | s | n · t · Z4 | x · D43 | W · Z4 |

| d · W | M · d | i | i | S3 | s | n · t · Z4 | x · D43 | W · Z4 |

|                         |   |    |   |   |         |   |
| \| \| \| \| \| \| \| \| |   |    |   |   |         |   |
|                         |   |    |   |   |         |   |
| L1                      | M | ti | i | i | D36 · n | s |

| L1 | M | ti | i | i | D36 · n | s |

|                         |   |    |   |   |         |   |
| \| \| \| \| \| \| \| \| |   |    |   |   |         |   |
|                         |   |    |   |   |         |   |
| L1                      | M | ti | i | i | D36 · n | s |

| L1 | M | ti | i | i | D36 · n | s |

|                         |   |    |   |   |         |   |
| \| \| \| \| \| \| \| \| |   |    |   |   |         |   |
|                         |   |    |   |   |         |   |
| L1                      | M | ti | i | i | D36 · n | s |

| L1 | M | ti | i | i | D36 · n | s |

|                         |   |    |   |   |         |   |
| \| \| \| \| \| \| \| \| |   |    |   |   |         |   |
|                         |   |    |   |   |         |   |
| L1                      | M | ti | i | i | D36 · n | s |

| L1 | M | ti | i | i | D36 · n | s |

### Emperadores Antoninos
|                         |   |   |   |     |         |         |
| \| \| \| \| \| \| \| \| |   |   |   |     |         |         |
|                         |   |   |   |     |         |         |
| G14                     | r | w | i | E10 | W24 · t | x · D43 |

| G14 | r | w | i | E10 | W24 · t | x · D43 |

|                         |   |   |   |     |         |         |
| \| \| \| \| \| \| \| \| |   |   |   |     |         |         |
|                         |   |   |   |     |         |         |
| G14                     | r | w | i | E10 | W24 · t | x · D43 |

| G14 | r | w | i | E10 | W24 · t | x · D43 |

|                         |   |   |   |     |         |         |
| \| \| \| \| \| \| \| \| |   |   |   |     |         |         |
|                         |   |   |   |     |         |         |
| G14                     | r | w | i | E10 | W24 · t | x · D43 |

| G14 | r | w | i | E10 | W24 · t | x · D43 |

|                         |   |   |   |     |         |         |
| \| \| \| \| \| \| \| \| |   |   |   |     |         |         |
|                         |   |   |   |     |         |         |
| G14                     | r | w | i | E10 | W24 · t | x · D43 |

| G14 | r | w | i | E10 | W24 · t | x · D43 |

|                         |   |     |   |         |         |    |
| \| \| \| \| \| \| \| \| |   |     |   |         |         |    |
|                         |   |     |   |         |         |    |
| d · r                   | i | W24 | i | z · F32 | D&t&N17 | N6 |

| d · r | i | W24 | i | z · F32 | D&t&N17 | N6 |

|                         |   |     |   |         |         |    |
| \| \| \| \| \| \| \| \| |   |     |   |         |         |    |
|                         |   |     |   |         |         |    |
| d · r                   | i | W24 | i | z · F32 | D&t&N17 | N6 |

| d · r | i | W24 | i | z · F32 | D&t&N17 | N6 |

|                         |   |     |   |         |         |    |
| \| \| \| \| \| \| \| \| |   |     |   |         |         |    |
|                         |   |     |   |         |         |    |
| d · r                   | i | W24 | i | z · F32 | D&t&N17 | N6 |

| d · r | i | W24 | i | z · F32 | D&t&N17 | N6 |

|                         |   |     |   |         |         |    |
| \| \| \| \| \| \| \| \| |   |     |   |         |         |    |
|                         |   |     |   |         |         |    |
| d · r                   | i | W24 | i | z · F32 | D&t&N17 | N6 |

| d · r | i | W24 | i | z · F32 | D&t&N17 | N6 |

|                   |     |                      |         |         |
| \| \| \| \| \| \| |     |                      |         |         |
|                   |     |                      |         |         |
| L1                | E23 | M17s · Z4 · M17s · n | E10 · n | x · D43 |

| L1 | E23 | M17s · Z4 · M17s · n | E10 · n | x · D43 |

|                   |     |                      |         |         |
| \| \| \| \| \| \| |     |                      |         |         |
|                   |     |                      |         |         |
| L1                | E23 | M17s · Z4 · M17s · n | E10 · n | x · D43 |

| L1 | E23 | M17s · Z4 · M17s · n | E10 · n | x · D43 |

|                   |     |                      |         |         |
| \| \| \| \| \| \| |     |                      |         |         |
|                   |     |                      |         |         |
| L1                | E23 | M17s · Z4 · M17s · n | E10 · n | x · D43 |

| L1 | E23 | M17s · Z4 · M17s · n | E10 · n | x · D43 |

|                   |     |                      |         |         |
| \| \| \| \| \| \| |     |                      |         |         |
|                   |     |                      |         |         |
| L1                | E23 | M17s · Z4 · M17s · n | E10 · n | x · D43 |

| L1 | E23 | M17s · Z4 · M17s · n | E10 · n | x · D43 |

|                                  |   |          |   |             |   |   |          |     |         |
| \| \| \| \| \| \| \| \| \| \| \| |   |          |   |             |   |   |          |     |         |
|                                  |   |          |   |             |   |   |          |     |         |
| X1 · r                           | i | W24 · H8 | i | W10 · t · r | i | i | W24 · H8 | S34 | D&t&N17 |

| X1 · r | i | W24 · H8 | i | W10 · t · r | i | i | W24 · H8 | S34 | D&t&N17 |

|                                  |   |          |   |             |   |   |          |     |         |
| \| \| \| \| \| \| \| \| \| \| \| |   |          |   |             |   |   |          |     |         |
|                                  |   |          |   |             |   |   |          |     |         |
| X1 · r                           | i | W24 · H8 | i | W10 · t · r | i | i | W24 · H8 | S34 | D&t&N17 |

| X1 · r | i | W24 · H8 | i | W10 · t · r | i | i | W24 · H8 | S34 | D&t&N17 |

|                                  |   |          |   |             |   |   |          |     |         |
| \| \| \| \| \| \| \| \| \| \| \| |   |          |   |             |   |   |          |     |         |
|                                  |   |          |   |             |   |   |          |     |         |
| X1 · r                           | i | W24 · H8 | i | W10 · t · r | i | i | W24 · H8 | S34 | D&t&N17 |

| X1 · r | i | W24 · H8 | i | W10 · t · r | i | i | W24 · H8 | S34 | D&t&N17 |

|                                  |   |          |   |             |   |   |          |     |         |
| \| \| \| \| \| \| \| \| \| \| \| |   |          |   |             |   |   |          |     |         |
|                                  |   |          |   |             |   |   |          |     |         |
| X1 · r                           | i | W24 · H8 | i | W10 · t · r | i | i | W24 · H8 | S34 | D&t&N17 |

| X1 · r | i | W24 · H8 | i | W10 · t · r | i | i | W24 · H8 | S34 | D&t&N17 |

|                   |         |       |       |   |
| \| \| \| \| \| \| |         |       |       |   |
|                   |         |       |       |   |
| O4 · t            | r · D36 | n · z | q · z | r |

| O4 · t | r · D36 | n · z | q · z | r |

|                   |         |       |       |   |
| \| \| \| \| \| \| |         |       |       |   |
|                   |         |       |       |   |
| O4 · t            | r · D36 | n · z | q · z | r |

| O4 · t | r · D36 | n · z | q · z | r |

|                   |         |       |       |   |
| \| \| \| \| \| \| |         |       |       |   |
|                   |         |       |       |   |
| O4 · t            | r · D36 | n · z | q · z | r |

| O4 · t | r · D36 | n · z | q · z | r |

|                   |         |       |       |   |
| \| \| \| \| \| \| |         |       |       |   |
|                   |         |       |       |   |
| O4 · t            | r · D36 | n · z | q · z | r |

| O4 · t | r · D36 | n · z | q · z | r |

|                                  |     |                 |    |   |            |         |   |              |            |
| \| \| \| \| \| \| \| \| \| \| \| |     |                 |    |   |            |         |   |              |            |
|                                  |     |                 |    |   |            |         |   |              |            |
| W10 · W24                        | A31 | n · M17s · M17s | S3 | s | n · t · Z4 | x · D43 | i | W · Z2ss · z | R7 · W · z |

| W10 · W24 | A31 | n · M17s · M17s | S3 | s | n · t · Z4 | x · D43 | i | W · Z2ss · z | R7 · W · z |

|                                  |     |                 |    |   |            |         |   |              |            |
| \| \| \| \| \| \| \| \| \| \| \| |     |                 |    |   |            |         |   |              |            |
|                                  |     |                 |    |   |            |         |   |              |            |
| W10 · W24                        | A31 | n · M17s · M17s | S3 | s | n · t · Z4 | x · D43 | i | W · Z2ss · z | R7 · W · z |

| W10 · W24 | A31 | n · M17s · M17s | S3 | s | n · t · Z4 | x · D43 | i | W · Z2ss · z | R7 · W · z |

|                                  |     |                 |    |   |            |         |   |              |            |
| \| \| \| \| \| \| \| \| \| \| \| |     |                 |    |   |            |         |   |              |            |
|                                  |     |                 |    |   |            |         |   |              |            |
| W10 · W24                        | A31 | n · M17s · M17s | S3 | s | n · t · Z4 | x · D43 | i | W · Z2ss · z | R7 · W · z |

| W10 · W24 | A31 | n · M17s · M17s | S3 | s | n · t · Z4 | x · D43 | i | W · Z2ss · z | R7 · W · z |

|                                  |     |                 |    |   |            |         |   |              |            |
| \| \| \| \| \| \| \| \| \| \| \| |     |                 |    |   |            |         |   |              |            |
|                                  |     |                 |    |   |            |         |   |              |            |
| W10 · W24                        | A31 | n · M17s · M17s | S3 | s | n · t · Z4 | x · D43 | i | W · Z2ss · z | R7 · W · z |

| W10 · W24 | A31 | n · M17s · M17s | S3 | s | n · t · Z4 | x · D43 | i | W · Z2ss · z | R7 · W · z |

|                                           |   |     |   |   |           |    |    |   |   |    |   |   |
| \| \| \| \| \| \| \| \| \| \| \| \| \| \| |   |     |   |   |           |    |    |   |   |    |   |   |
|                                           |   |     |   |   |           |    |    |   |   |    |   |   |
| A                                         | W | r&r | i | i | W10 · W24 | L1 | S3 | i | i | S3 | i | i |

| A | W | r&r | i | i | W10 · W24 | L1 | S3 | i | i | S3 | i | i |

|                                           |   |     |   |   |           |    |    |   |   |    |   |   |
| \| \| \| \| \| \| \| \| \| \| \| \| \| \| |   |     |   |   |           |    |    |   |   |    |   |   |
|                                           |   |     |   |   |           |    |    |   |   |    |   |   |
| A                                         | W | r&r | i | i | W10 · W24 | L1 | S3 | i | i | S3 | i | i |

| A | W | r&r | i | i | W10 · W24 | L1 | S3 | i | i | S3 | i | i |

|                                           |   |     |   |   |           |    |    |   |   |    |   |   |
| \| \| \| \| \| \| \| \| \| \| \| \| \| \| |   |     |   |   |           |    |    |   |   |    |   |   |
|                                           |   |     |   |   |           |    |    |   |   |    |   |   |
| A                                         | W | r&r | i | i | W10 · W24 | L1 | S3 | i | i | S3 | i | i |

| A | W | r&r | i | i | W10 · W24 | L1 | S3 | i | i | S3 | i | i |

|                                           |   |     |   |   |           |    |    |   |   |    |   |   |
| \| \| \| \| \| \| \| \| \| \| \| \| \| \| |   |     |   |   |           |    |    |   |   |    |   |   |
|                                           |   |     |   |   |           |    |    |   |   |    |   |   |
| A                                         | W | r&r | i | i | W10 · W24 | L1 | S3 | i | i | S3 | i | i |

| A | W | r&r | i | i | W10 · W24 | L1 | S3 | i | i | S3 | i | i |

|                |     |   |   |
| \| \| \| \| \| |     |   |   |
|                |     |   |   |
| r · W          | V31 | i | i |

| r · W | V31 | i | i |

|  |

|                   |   |     |   |   |
| \| \| \| \| \| \| |   |     |   |   |
|                   |   |     |   |   |
| A                 | W | r&r | i | i |

| A | W | r&r | i | i |

|                |     |   |   |
| \| \| \| \| \| |     |   |   |
|                |     |   |   |
| r · W          | V31 | i | i |

| r · W | V31 | i | i |

|  |

|                   |   |     |   |   |
| \| \| \| \| \| \| |   |     |   |   |
|                   |   |     |   |   |
| A                 | W | r&r | i | i |

| A | W | r&r | i | i |

|                |     |   |   |
| \| \| \| \| \| |     |   |   |
|                |     |   |   |
| r · W          | V31 | i | i |

| r · W | V31 | i | i |

|  |

|                   |   |     |   |   |
| \| \| \| \| \| \| |   |     |   |   |
|                   |   |     |   |   |
| A                 | W | r&r | i | i |

| A | W | r&r | i | i |

|                |     |   |   |
| \| \| \| \| \| |     |   |   |
|                |     |   |   |
| r · W          | V31 | i | i |

| r · W | V31 | i | i |

|  |

|                   |   |     |   |   |
| \| \| \| \| \| \| |   |     |   |   |
|                   |   |     |   |   |
| A                 | W | r&r | i | i |

| A | W | r&r | i | i |

|                      |   |   |   |   |   |
| \| \| \| \| \| \| \| |   |   |   |   |   |
|                      |   |   |   |   |   |
| A                    | W | r | i | i | z |

| A | W | r | i | i | z |

|  |

|          |       |
| \| \| \| |       |
|          |       |
| q · M    | d · z |

| q · M | d · z |

|                      |   |   |   |   |   |
| \| \| \| \| \| \| \| |   |   |   |   |   |
|                      |   |   |   |   |   |
| A                    | W | r | i | i | z |

| A | W | r | i | i | z |

|  |

|          |       |
| \| \| \| |       |
|          |       |
| q · M    | d · z |

| q · M | d · z |

|                      |   |   |   |   |   |
| \| \| \| \| \| \| \| |   |   |   |   |   |
|                      |   |   |   |   |   |
| A                    | W | r | i | i | z |

| A | W | r | i | i | z |

|  |

|          |       |
| \| \| \| |       |
|          |       |
| q · M    | d · z |

| q · M | d · z |

|                      |   |   |   |   |   |
| \| \| \| \| \| \| \| |   |   |   |   |   |
|                      |   |   |   |   |   |
| A                    | W | r | i | i | z |

| A | W | r | i | i | z |

|  |

|          |       |
| \| \| \| |       |
|          |       |
| q · M    | d · z |

| q · M | d · z |

### Dinastía de los Severos
|                            |   |     |   |   |     |            |         |
| \| \| \| \| \| \| \| \| \| |   |     |   |   |     |            |         |
|                            |   |     |   |   |     |            |         |
| z · W10                    | w | E23 | i | i | E10 | n · t · Z4 | x · D43 |

| z · W10 | w | E23 | i | i | E10 | n · t · Z4 | x · D43 |

|                            |   |     |   |   |     |            |         |
| \| \| \| \| \| \| \| \| \| |   |     |   |   |     |            |         |
|                            |   |     |   |   |     |            |         |
| z · W10                    | w | E23 | i | i | E10 | n · t · Z4 | x · D43 |

| z · W10 | w | E23 | i | i | E10 | n · t · Z4 | x · D43 |

|                            |   |     |   |   |     |            |         |
| \| \| \| \| \| \| \| \| \| |   |     |   |   |     |            |         |
|                            |   |     |   |   |     |            |         |
| z · W10                    | w | E23 | i | i | E10 | n · t · Z4 | x · D43 |

| z · W10 | w | E23 | i | i | E10 | n · t · Z4 | x · D43 |

|                            |   |     |   |   |     |            |         |
| \| \| \| \| \| \| \| \| \| |   |     |   |   |     |            |         |
|                            |   |     |   |   |     |            |         |
| z · W10                    | w | E23 | i | i | E10 | n · t · Z4 | x · D43 |

| z · W10 | w | E23 | i | i | E10 | n · t · Z4 | x · D43 |

|                         |          |    |    |   |            |         |
| \| \| \| \| \| \| \| \| |          |    |    |   |            |         |
|                         |          |    |    |   |            |         |
| W10 · W24               | ir · N17 | S3 | S3 | z | n · t · Z4 | x · D43 |

| W10 · W24 | ir · N17 | S3 | S3 | z | n · t · Z4 | x · D43 |

|                         |          |    |    |   |            |         |
| \| \| \| \| \| \| \| \| |          |    |    |   |            |         |
|                         |          |    |    |   |            |         |
| W10 · W24               | ir · N17 | S3 | S3 | z | n · t · Z4 | x · D43 |

| W10 · W24 | ir · N17 | S3 | S3 | z | n · t · Z4 | x · D43 |

|                         |          |    |    |   |            |         |
| \| \| \| \| \| \| \| \| |          |    |    |   |            |         |
|                         |          |    |    |   |            |         |
| W10 · W24               | ir · N17 | S3 | S3 | z | n · t · Z4 | x · D43 |

| W10 · W24 | ir · N17 | S3 | S3 | z | n · t · Z4 | x · D43 |

|                         |          |    |    |   |            |         |
| \| \| \| \| \| \| \| \| |          |    |    |   |            |         |
|                         |          |    |    |   |            |         |
| W10 · W24               | ir · N17 | S3 | S3 | z | n · t · Z4 | x · D43 |

| W10 · W24 | ir · N17 | S3 | S3 | z | n · t · Z4 | x · D43 |

|                   |         |        |            |         |
| \| \| \| \| \| \| |         |        |            |         |
|                   |         |        |            |         |
| a · n             | N16 · n | Z4 · z | n · t · Z4 | x · D43 |

| a · n | N16 · n | Z4 · z | n · t · Z4 | x · D43 |

|                   |         |        |            |         |
| \| \| \| \| \| \| |         |        |            |         |
|                   |         |        |            |         |
| a · n             | N16 · n | Z4 · z | n · t · Z4 | x · D43 |

| a · n | N16 · n | Z4 · z | n · t · Z4 | x · D43 |

|                   |         |        |            |         |
| \| \| \| \| \| \| |         |        |            |         |
|                   |         |        |            |         |
| a · n             | N16 · n | Z4 · z | n · t · Z4 | x · D43 |

| a · n | N16 · n | Z4 · z | n · t · Z4 | x · D43 |

|                   |         |        |            |         |
| \| \| \| \| \| \| |         |        |            |         |
|                   |         |        |            |         |
| a · n             | N16 · n | Z4 · z | n · t · Z4 | x · D43 |

| a · n | N16 · n | Z4 · z | n · t · Z4 | x · D43 |

|                |             |            |         |
| \| \| \| \| \| |             |            |         |
|                |             |            |         |
| W11            | t · W10 · z | n · t · Z4 | x · D43 |

| W11 | t · W10 · z | n · t · Z4 | x · D43 |

|                |             |            |         |
| \| \| \| \| \| |             |            |         |
|                |             |            |         |
| W11            | t · W10 · z | n · t · Z4 | x · D43 |

| W11 | t · W10 · z | n · t · Z4 | x · D43 |

|                |             |            |         |
| \| \| \| \| \| |             |            |         |
|                |             |            |         |
| W11            | t · W10 · z | n · t · Z4 | x · D43 |

| W11 | t · W10 · z | n · t · Z4 | x · D43 |

|                |             |            |         |
| \| \| \| \| \| |             |            |         |
|                |             |            |         |
| W11            | t · W10 · z | n · t · Z4 | x · D43 |

| W11 | t · W10 · z | n · t · Z4 | x · D43 |

|                         |   |         |   |   |              |         |
| \| \| \| \| \| \| \| \| |   |         |   |   |              |         |
|                         |   |         |   |   |              |         |
| m                       | i | V31 · r | i | i | W24 · Z4 · n | x · D43 |

| m | i | V31 · r | i | i | W24 · Z4 · n | x · D43 |

|                         |   |         |   |   |              |         |
| \| \| \| \| \| \| \| \| |   |         |   |   |              |         |
|                         |   |         |   |   |              |         |
| m                       | i | V31 · r | i | i | W24 · Z4 · n | x · D43 |

| m | i | V31 · r | i | i | W24 · Z4 · n | x · D43 |

|                         |   |         |   |   |              |         |
| \| \| \| \| \| \| \| \| |   |         |   |   |              |         |
|                         |   |         |   |   |              |         |
| m                       | i | V31 · r | i | i | W24 · Z4 · n | x · D43 |

| m | i | V31 · r | i | i | W24 · Z4 · n | x · D43 |

|                         |   |         |   |   |              |         |
| \| \| \| \| \| \| \| \| |   |         |   |   |              |         |
|                         |   |         |   |   |              |         |
| m                       | i | V31 · r | i | i | W24 · Z4 · n | x · D43 |

| m | i | V31 · r | i | i | W24 · Z4 · n | x · D43 |

|                               |   |   |   |            |        |   |   |       |
| \| \| \| \| \| \| \| \| \| \| |   |   |   |            |        |   |   |       |
|                               |   |   |   |            |        |   |   |       |
| n · t                         | z | i | i | t · W · Z4 | mn · n | i | i | n · z |

| n · t | z | i | i | t · W · Z4 | mn · n | i | i | n · z |

|                               |   |   |   |            |        |   |   |       |
| \| \| \| \| \| \| \| \| \| \| |   |   |   |            |        |   |   |       |
|                               |   |   |   |            |        |   |   |       |
| n · t                         | z | i | i | t · W · Z4 | mn · n | i | i | n · z |

| n · t | z | i | i | t · W · Z4 | mn · n | i | i | n · z |

|                               |   |   |   |            |        |   |   |       |
| \| \| \| \| \| \| \| \| \| \| |   |   |   |            |        |   |   |       |
|                               |   |   |   |            |        |   |   |       |
| n · t                         | z | i | i | t · W · Z4 | mn · n | i | i | n · z |

| n · t | z | i | i | t · W · Z4 | mn · n | i | i | n · z |

|                               |   |   |   |            |        |   |   |       |
| \| \| \| \| \| \| \| \| \| \| |   |   |   |            |        |   |   |       |
|                               |   |   |   |            |        |   |   |       |
| n · t                         | z | i | i | t · W · Z4 | mn · n | i | i | n · z |

| n · t | z | i | i | t · W · Z4 | mn · n | i | i | n · z |

### Crisis delsigloIII
|                               |   |   |     |       |    |    |            |         |
| \| \| \| \| \| \| \| \| \| \| |   |   |     |       |    |    |            |         |
|                               |   |   |     |       |    |    |            |         |
| p · O5                        | i | i | E23 | p · p | G1 | V7 | n · Z1 · n | x · D43 |

| p · O5 | i | i | E23 | p · p | G1 | V7 | n · Z1 · n | x · D43 |

|                               |   |   |     |       |    |    |            |         |
| \| \| \| \| \| \| \| \| \| \| |   |   |     |       |    |    |            |         |
|                               |   |   |     |       |    |    |            |         |
| p · O5                        | i | i | E23 | p · p | G1 | V7 | n · Z1 · n | x · D43 |

| p · O5 | i | i | E23 | p · p | G1 | V7 | n · Z1 · n | x · D43 |

|                               |   |   |     |       |    |    |            |         |
| \| \| \| \| \| \| \| \| \| \| |   |   |     |       |    |    |            |         |
|                               |   |   |     |       |    |    |            |         |
| p · O5                        | i | i | E23 | p · p | G1 | V7 | n · Z1 · n | x · D43 |

| p · O5 | i | i | E23 | p · p | G1 | V7 | n · Z1 · n | x · D43 |

|                               |   |   |     |       |    |    |            |         |
| \| \| \| \| \| \| \| \| \| \| |   |   |     |       |    |    |            |         |
|                               |   |   |     |       |    |    |            |         |
| p · O5                        | i | i | E23 | p · p | G1 | V7 | n · Z1 · n | x · D43 |

| p · O5 | i | i | E23 | p · p | G1 | V7 | n · Z1 · n | x · D43 |

|              |     |     |             |         |
| \| \| 'K' \| |     |     |             |         |
|              |     |     |             |         |
| L1           | 'K' | E17 | z · W24 · T | x · D43 |

| L1 | 'K' | E17 | z · W24 · T | x · D43 |

|              |     |     |             |         |
| \| \| 'K' \| |     |     |             |         |
|              |     |     |             |         |
| L1           | 'K' | E17 | z · W24 · T | x · D43 |

| L1 | 'K' | E17 | z · W24 · T | x · D43 |

|              |     |     |             |         |
| \| \| 'K' \| |     |     |             |         |
|              |     |     |             |         |
| L1           | 'K' | E17 | z · W24 · T | x · D43 |

| L1 | 'K' | E17 | z · W24 · T | x · D43 |

|              |     |     |             |         |
| \| \| 'K' \| |     |     |             |         |
|              |     |     |             |         |
| L1           | 'K' | E17 | z · W24 · T | x · D43 |

| L1 | 'K' | E17 | z · W24 · T | x · D43 |

|                   |          |   |   |       |
| \| \| \| \| \| \| |          |   |   |       |
|                   |          |   |   |       |
| V4                | Z4 · r&r | i | i | n · z |

| V4 | Z4 · r&r | i | i | n · z |

|                   |          |   |   |       |
| \| \| \| \| \| \| |          |   |   |       |
|                   |          |   |   |       |
| V4                | Z4 · r&r | i | i | n · z |

| V4 | Z4 · r&r | i | i | n · z |

|                   |          |   |   |       |
| \| \| \| \| \| \| |          |   |   |       |
|                   |          |   |   |       |
| V4                | Z4 · r&r | i | i | n · z |

| V4 | Z4 · r&r | i | i | n · z |

|                   |          |   |   |       |
| \| \| \| \| \| \| |          |   |   |       |
|                   |          |   |   |       |
| V4                | Z4 · r&r | i | i | n · z |

| V4 | Z4 · r&r | i | i | n · z |

### Ilirios
|                                  |   |         |   |   |   |     |       |         |       |
| \| \| \| \| \| \| \| \| \| \| \| |   |         |   |   |   |     |       |         |       |
|                                  |   |         |   |   |   |     |       |         |       |
| i                                | W | d · W11 | r | i | W | N16 | r · z | W11 · z | r · z |

| i | W | d · W11 | r | i | W | N16 | r · z | W11 · z | r · z |

|                                  |   |         |   |   |   |     |       |         |       |
| \| \| \| \| \| \| \| \| \| \| \| |   |         |   |   |   |     |       |         |       |
|                                  |   |         |   |   |   |     |       |         |       |
| i                                | W | d · W11 | r | i | W | N16 | r · z | W11 · z | r · z |

| i | W | d · W11 | r | i | W | N16 | r · z | W11 · z | r · z |

|                                  |   |         |   |   |   |     |       |         |       |
| \| \| \| \| \| \| \| \| \| \| \| |   |         |   |   |   |     |       |         |       |
|                                  |   |         |   |   |   |     |       |         |       |
| i                                | W | d · W11 | r | i | W | N16 | r · z | W11 · z | r · z |

| i | W | d · W11 | r | i | W | N16 | r · z | W11 · z | r · z |

|                                  |   |         |   |   |   |     |       |         |       |
| \| \| \| \| \| \| \| \| \| \| \| |   |         |   |   |   |     |       |         |       |
|                                  |   |         |   |   |   |     |       |         |       |
| i                                | W | d · W11 | r | i | W | N16 | r · z | W11 · z | r · z |

| i | W | d · W11 | r | i | W | N16 | r · z | W11 · z | r · z |

|  |

|  |

|  |

|  |

|  |

|  |

|  |

|  |

|  |

|  |

|  |

|  |

|  |

|  |

|  |

|  |

|  |

|  |

|  |

|  |

|  |

|  |

|  |

|  |

|  |

|  |

|  |

|  |

|  |

|  |

|  |

|  |

### Tetrarcas
|                                  |   |     |         |   |   |       |   |   |              |
| \| \| \| \| \| \| \| \| \| \| \| |   |     |         |   |   |       |   |   |              |
|                                  |   |     |         |   |   |       |   |   |              |
| n · t                            | z | nfr | W11 · r | i | W | t · z | i | i | M17s · W · n |

| n · t | z | nfr | W11 · r | i | W | t · z | i | i | M17s · W · n |

|                                  |   |     |         |   |   |       |   |   |              |
| \| \| \| \| \| \| \| \| \| \| \| |   |     |         |   |   |       |   |   |              |
|                                  |   |     |         |   |   |       |   |   |              |
| n · t                            | z | nfr | W11 · r | i | W | t · z | i | i | M17s · W · n |

| n · t | z | nfr | W11 · r | i | W | t · z | i | i | M17s · W · n |

|                                  |   |     |         |   |   |       |   |   |              |
| \| \| \| \| \| \| \| \| \| \| \| |   |     |         |   |   |       |   |   |              |
|                                  |   |     |         |   |   |       |   |   |              |
| n · t                            | z | nfr | W11 · r | i | W | t · z | i | i | M17s · W · n |

| n · t | z | nfr | W11 · r | i | W | t · z | i | i | M17s · W · n |

|                                  |   |     |         |   |   |       |   |   |              |
| \| \| \| \| \| \| \| \| \| \| \| |   |     |         |   |   |       |   |   |              |
|                                  |   |     |         |   |   |       |   |   |              |
| n · t                            | z | nfr | W11 · r | i | W | t · z | i | i | M17s · W · n |

| n · t | z | nfr | W11 · r | i | W | t · z | i | i | M17s · W · n |

|                               |   |   |   |         |       |   |   |           |
| \| \| \| \| \| \| \| \| \| \| |   |   |   |         |       |   |   |           |
|                               |   |   |   |         |       |   |   |           |
| t · z                         | i | s | W | V31 · r | t · z | i | W | W24 · Z2s |

| t · z | i | s | W | V31 · r | t · z | i | W | W24 · Z2s |

|                               |   |   |   |         |       |   |   |           |
| \| \| \| \| \| \| \| \| \| \| |   |   |   |         |       |   |   |           |
|                               |   |   |   |         |       |   |   |           |
| t · z                         | i | s | W | V31 · r | t · z | i | W | W24 · Z2s |

| t · z | i | s | W | V31 · r | t · z | i | W | W24 · Z2s |

|                               |   |   |   |         |       |   |   |           |
| \| \| \| \| \| \| \| \| \| \| |   |   |   |         |       |   |   |           |
|                               |   |   |   |         |       |   |   |           |
| t · z                         | i | s | W | V31 · r | t · z | i | W | W24 · Z2s |

| t · z | i | s | W | V31 · r | t · z | i | W | W24 · Z2s |

|                               |   |   |   |         |       |   |   |           |
| \| \| \| \| \| \| \| \| \| \| |   |   |   |         |       |   |   |           |
|                               |   |   |   |         |       |   |   |           |
| t · z                         | i | s | W | V31 · r | t · z | i | W | W24 · Z2s |

| t · z | i | s | W | V31 · r | t · z | i | W | W24 · Z2s |

|           |   |   |       |         |   |   |
| \| 'M' \| |   |   |       |         |   |   |
|           |   |   |       |         |   |   |
| 'M'       | i | W | i · i | W24 · z | i | W |

| 'M' | i | W | i · i | W24 · z | i | W |

|           |   |   |       |         |   |   |
| \| 'M' \| |   |   |       |         |   |   |
|           |   |   |       |         |   |   |
| 'M'       | i | W | i · i | W24 · z | i | W |

| 'M' | i | W | i · i | W24 · z | i | W |

|           |   |   |       |         |   |   |
| \| 'M' \| |   |   |       |         |   |   |
|           |   |   |       |         |   |   |
| 'M'       | i | W | i · i | W24 · z | i | W |

| 'M' | i | W | i · i | W24 · z | i | W |

|           |   |   |       |         |   |   |
| \| 'M' \| |   |   |       |         |   |   |
|           |   |   |       |         |   |   |
| 'M'       | i | W | i · i | W24 · z | i | W |

| 'M' | i | W | i · i | W24 · z | i | W |

|                                       |   |   |         |       |     |   |   |   |
| \| 'M' \| \| \| \| \| 'M' \| \| \| \| |   |   |         |       |     |   |   |   |
|                                       |   |   |         |       |     |   |   |   |
| 'M'                                   | i | W | V31 · z | i · i | 'M' | i | i | W |

| 'M' | i | W | V31 · z | i · i | 'M' | i | i | W |

|                                       |   |   |         |       |     |   |   |   |
| \| 'M' \| \| \| \| \| 'M' \| \| \| \| |   |   |         |       |     |   |   |   |
|                                       |   |   |         |       |     |   |   |   |
| 'M'                                   | i | W | V31 · z | i · i | 'M' | i | i | W |

| 'M' | i | W | V31 · z | i · i | 'M' | i | i | W |

|                                       |   |   |         |       |     |   |   |   |
| \| 'M' \| \| \| \| \| 'M' \| \| \| \| |   |   |         |       |     |   |   |   |
|                                       |   |   |         |       |     |   |   |   |
| 'M'                                   | i | W | V31 · z | i · i | 'M' | i | i | W |

| 'M' | i | W | V31 · z | i · i | 'M' | i | i | W |

|                                       |   |   |         |       |     |   |   |   |
| \| 'M' \| \| \| \| \| 'M' \| \| \| \| |   |   |         |       |     |   |   |   |
|                                       |   |   |         |       |     |   |   |   |
| 'M'                                   | i | W | V31 · z | i · i | 'M' | i | i | W |

| 'M' | i | W | V31 · z | i · i | 'M' | i | i | W |

|                      |   |   |   |   |       |
| \| \| \| \| \| \| \| |   |   |   |   |       |
|                      |   |   |   |   |       |
| q · a                | i | i | s | a | r · z |

| q · a | i | i | s | a | r · z |

|                      |   |   |   |   |       |
| \| \| \| \| \| \| \| |   |   |   |   |       |
|                      |   |   |   |   |       |
| q · a                | i | i | s | a | r · z |

| q · a | i | i | s | a | r · z |

|                      |   |   |   |   |       |
| \| \| \| \| \| \| \| |   |   |   |   |       |
|                      |   |   |   |   |       |
| q · a                | i | i | s | a | r · z |

| q · a | i | i | s | a | r · z |

|                      |   |   |   |   |       |
| \| \| \| \| \| \| \| |   |   |   |   |       |
|                      |   |   |   |   |       |
| q · a                | i | i | s | a | r · z |

| q · a | i | i | s | a | r · z |

|                   |              |       |     |               |
| \| \| \| \| \| \| |              |       |     |               |
|                   |              |       |     |               |
| i                 | W · Z4 · E23 | r · z | G20 | W10 · W24 · z |

| i | W · Z4 · E23 | r · z | G20 | W10 · W24 · z |

|                   |              |       |     |               |
| \| \| \| \| \| \| |              |       |     |               |
|                   |              |       |     |               |
| i                 | W · Z4 · E23 | r · z | G20 | W10 · W24 · z |

| i | W · Z4 · E23 | r · z | G20 | W10 · W24 · z |

|                   |              |       |     |               |
| \| \| \| \| \| \| |              |       |     |               |
|                   |              |       |     |               |
| i                 | W · Z4 · E23 | r · z | G20 | W10 · W24 · z |

| i | W · Z4 · E23 | r · z | G20 | W10 · W24 · z |

|                   |              |       |     |               |
| \| \| \| \| \| \| |              |       |     |               |
|                   |              |       |     |               |
| i                 | W · Z4 · E23 | r · z | G20 | W10 · W24 · z |

| i | W · Z4 · E23 | r · z | G20 | W10 · W24 · z |

Nota: La letra 'M' es el jeroglífico  (que no se encuentra en la base de datos del programa WikiHiero)